# Danmarks ambassade i Ouagadougou
Danmarks ambassade i Ouagadougou er Danmarks diplomatiske mission i Burkina Faso. Ambassaden blev oprettet i 1994, og er også ansvarlig for Niger, Benin og Tchad.
Ambassaden har til opgave at styrke forholdet mellem Danmark og Burkina Faso og arbejder på at fremme det bilaterale samarbejde inden for områder som handel, politik, kultur og uddannelse. Ambassaden bistår også danske virksomheder, der ønsker at etablere sig i Burkina Faso og støtter den danske eksport til landet.
Den nuværende danske ambassadør i Burkina Faso er Kristian Kirkegård Edinger, der tiltrådte i 2022. Ambassaden har også et team af medarbejdere, der arbejder på forskellige områder som handel, politik og udviklingssamarbejde.
Ambassaden har en række opgaver, herunder at beskytte danske borgeres rettigheder og interesser i Burkina Faso, bistå danske statsborgere, der rejser til Burkina Faso, og fremme interkulturel forståelse mellem Danmark og Burkina Faso. Ambassaden samarbejder også tæt med de danske konsuler i Ghana og Elfenbenskysten.
Danmark og Burkina Faso har samarbejdet om en række udviklingsprojekter inden for områder som vand, sanitet, landbrug, uddannelse og demokrati. Ambassaden arbejder også på at styrke det bilaterale handelssamarbejde og fremme danske virksomheders muligheder i Burkina Faso.
I 2024 blev det annonceret at ambassaden ville lukke.

## Historie
Danmark oprettede diplomatiske forbindelser i 1973. Burkina Faso var på det tidspunkt en af de første afrikanske lande, som Danmark oprettede diplomatiske forbindelser med efter afkoloniseringen. Fra begyndelsen fokuserede samarbejdet på udviklingsbistand og humanitær støtte. Danmark har siden støttet en række projekter i Burkina Faso inden for områder som vandforsyning, sanitet, uddannelse og landbrug.
I 1980'erne blev samarbejdet mellem Danmark og Burkina Faso udvidet til også at omfatte handelsforbindelser og investeringer. Danmarks eksport til Burkina Faso er primært baseret på landbrugsprodukter og maskiner, mens Burkina Fasos eksport til Danmark primært består af råvarer som guld, bomuld og sheanødder.
I 1994 åbner Danmark ambassaden i Ouagadougou.
I 2011 blev ambassaden midlertidigt lukket på grund af sikkerhedsmæssige årsager, men genåbnede igen i 2014. I de seneste år har samarbejdet mellem Danmark og Burkina Faso især fokuseret på at støtte demokrati og god regeringsførelse.

## Lukning i 2024
I 2024 besluttede Danmark at lukke sin ambassade i Burkina Faso som led i en ny Afrika-strategi. Beslutningen skyldes de seneste års militærkup i landet, hvilket har begrænset mulighederne for et konstruktivt bilateralt samarbejde. Som en del af den nye strategi planlægger Danmark at åbne ambassader i Senegal, Tunesien og Rwanda samt styrke de eksisterende ambassader i Egypten, Kenya, Sydafrika, Nigeria og Ghana.